# Марішка Вереш
Марішка Вереш (угор. Veres Mariska, 1 жовтня 1947, Гаага — 2 грудня 2006, Гаага) — нідерландська співачка, солістка групи «Shocking Blue».

## Юні роки
Марішка Вереш народилася в Гаазі. Батько, Лайош Вереш, угорський циган за національністю, був скрипалем у циганському ансамблі. Мати французького походження, уродженка Німеччини. У дитинстві Марішка співала у циганському ансамблі, в якому працював її батько; там же її сестра Ілонка грала на фортепіано.
Марішка почала кар'єру співачки у віці 17-ти років у 1964 року у Гаазі з біт-групою «Les Mystères». Колектив переміг на конкурсі талантів у Меррюсте (Вармонд), провів гастролі Німеччиною і випустив сингл «Summertime».
1966 року вона на деякий час увійшла до складу «Blue Fighters», гаагської групи, яка випустила один EP, у складі якої грали Джон Мерано (вокал), Хенк Схепстра (ударні), Ед Кутсір (бас) та гітаристи Тон ван Аудхесден і Роб Пурбодіпуро. Потім співала з групами «Danny & Favourites» (1967) і «Motowns» (1967). Вереш записала два сольні сингли («Topkapi», 1965; «Dag en nacht», 1967) до того, як приєдналася 1967 року до групи «Bumble Bees» (дослівно — «Джмелі»).

## У Shocking Blue
1968 року Bumble Bees виступили на вечорі, присвяченому святкуванню успіху першого нідерландського хіта «Golden Earring» і справили неабияке враження на менеджера групи «Shocking Blue»: він умовив лідера групи Роббі ван Леейвена запросити до складу вокалістку і замінити в такий спосіб Фреда де Вілде, який мав йти служити до війська.
Вона мала вражаючий голос, геть несхожий на голоси інших співачок. Щось було в ній від Грейс Слік з "Jefferson Airplane». Тільки-но вона прийшла до групи, усе одразу ж змінилося.
1969 року група випустила перший офіційний альбом, а 1970 року стала всесвітньо відомою після того, як сингл «Venus» очолив хіт-паради США, Італії, Бельгії, Франції, Іспанії і Німеччини. У Нідерландах сингл піднявся до 3-го, а у Великій Британії — до 10-го місця.

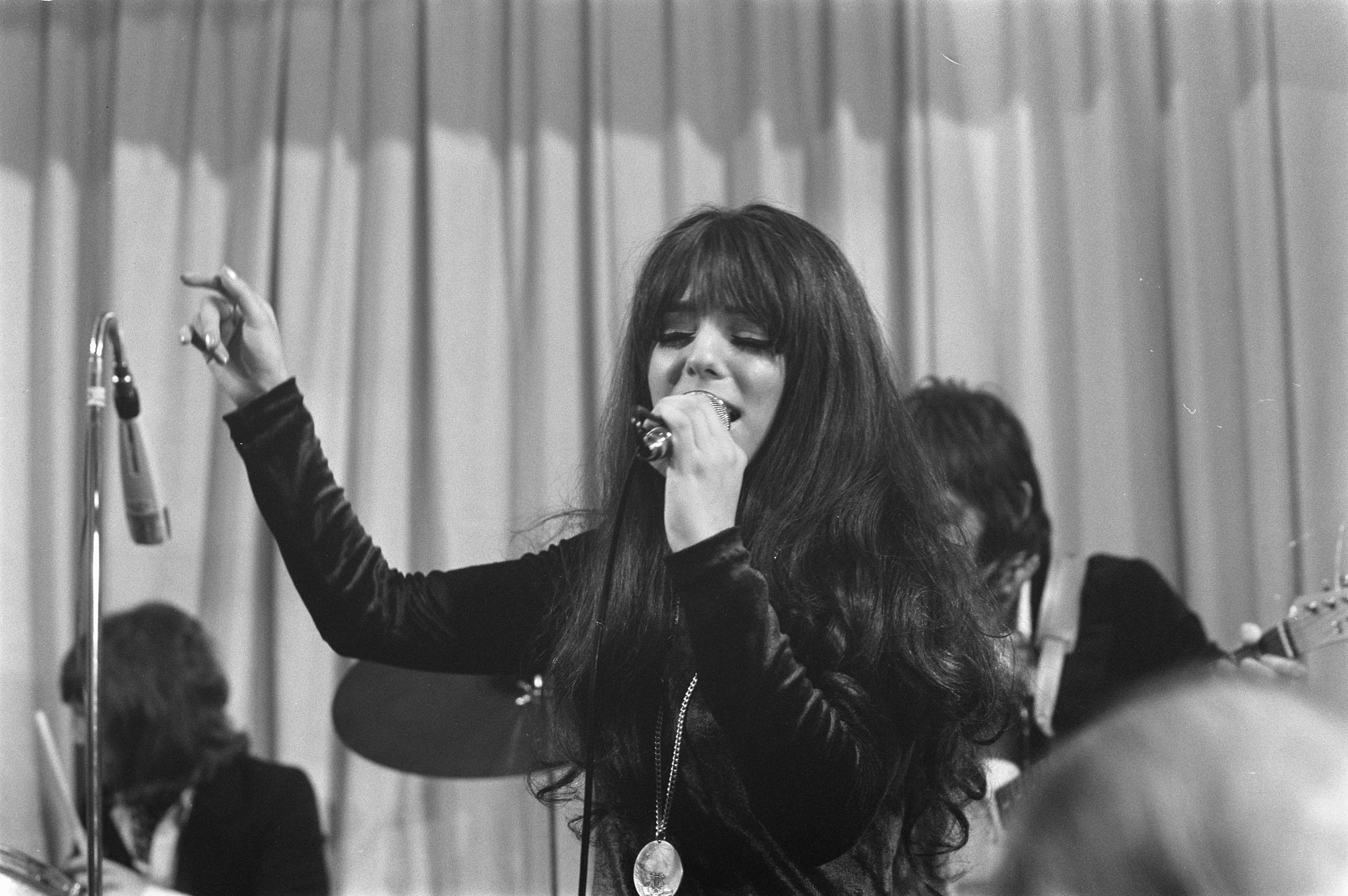
Марішка Вереш на сцені. 17 лютого 1970 — у рік слави

Марішка стала секс-символом групи: багато згадували про те враження, яке вона справляла — великими, яскраво підведеними синіми очима, містичною аурою, довгим волоссям. При цьому сама вона була сором'язливою, наївною і вразливою. Відомий випадок, коли Роббі (відомий своїм снобізмом) накричав на неї: вона розплакалася і подзвонила мамі, яка, в свою чергу, поскаржилася менеджеру. Марішка безумовно не відповідала дикуватому іміджу «фатальної жінки». Вона не курила і не вживала алкоголь; обожнювала чай і кішок; до складу «Shocking Blue» погодилася увійти за головної умови: жодних «відносин» з музикантами.
Пізніше, згадуючи про ті дні, вона говорила в інтерв'ю бельгійському журналу Flair (1996): «Я була просто розфарбованою лялькою, ніхто не смів до мене і доторкнутися. Це зараз я стала більш відкрита до спілкування з людьми».
Після «Venus» гурт випустив ще 15 синглів і 7 альбомів. Хітами стали їх пісні «Never Marry a Railroad Man», «Long and Lonesome Road», «Hello Darkness», «Blossom Lady» і «Eve and the Apple».

## Сольна кар'єра і возз'єднання
Після розпаду «Shocking Blue» 1974 року Вереш почала сольну кар'єру (зрідка їй допомагав Роббі ван Леейвен), але, можливо, через нестачу мотивації, успіху не досягла.
1978 року Марішка взяла участь у запису синглу «Neon City» групи «Mistral» (яку на той час очолював ван Леейвен). 1979 року Роббі ван Леейвен вирішив відродити групу: вони записали сингл «Louise» (так і залишився невипущеними) і знов розпалися. Роббі говорив, що єдиною причиною, чому возз'єднання не відбулося, була Марішка. Але не пояснив, чому.

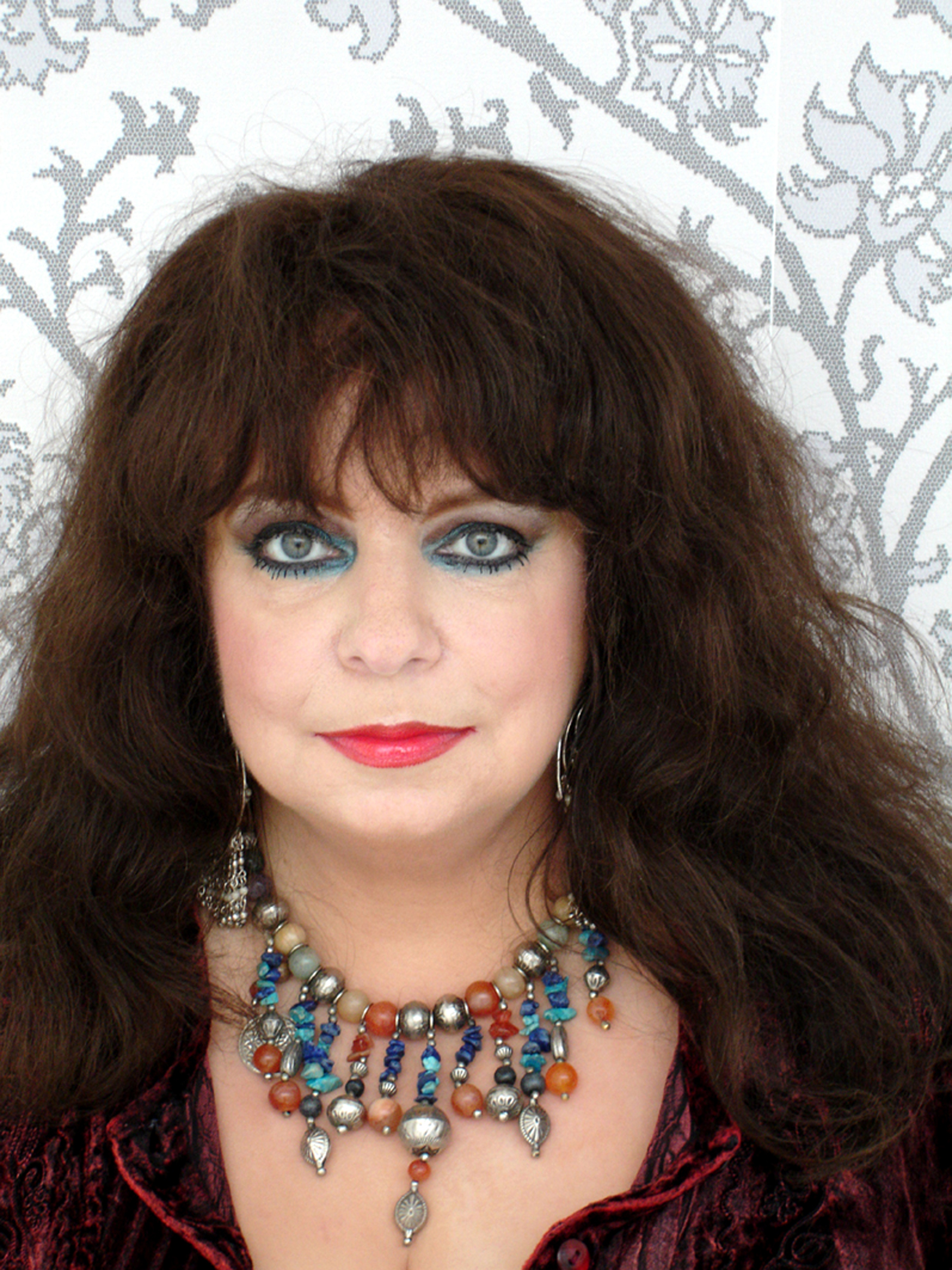
Марішка Вереш у 2006 році, в останній рік свого життя.

1984 року група зрештою возз'єдналася, щоб дати два концерти на «Back to the Sixties Festival», але вже без Роббі, який до цього часу перебрався до Люксембургу.
Наприкінці 1980-х років Марішка виступала з власною групою під назвою «Veres», а на початку 1990-х виступила на сцені з групою «The Clarks». 1992 року Марішка Вереш стала солісткою джазового гурту «Shocking Jazz Quintet» і випустила з нею один CD. 1993 року вона зібрала новий склад «Shocking Blue» (з дозволу ван Леейвена, залишивши за собою назву групи), з якої записала сингл «Body And Soul» (1994).
2003 року Вереш записала альбом із циганським ансамблем Андрія Сербана «Gypsy Heart».

## Останні роки і смерть
Незважаючи на тривалі стосунки з гітаристом Андре ван Гелдропом, Марішка Вереш не вийшла заміж і не мала дітей.
Померла швидкоплинно, у віці 59 років, за три тижні після виявлення раку жовчного міхура, 2 грудня 2006 року в Гаазі.